# Måsskären (Kökar, Åland)
Östra Måsskär och Västra Måsskär är öar i Åland (Finland). De ligger i Skärgårdshavet och i kommunen Kökar i landskapet Åland, i den sydvästra delen av landet. Öarna ligger omkring 67 kilometer öster om Mariehamn och omkring 210 kilometer väster om Helsingfors.
Arean för Östra Måsskär är 10,7 hektar och dess största längd är 0,6 kilometer i öst-västlig riktning. Öarna höjer sig omkring 10 meter över havsytan.